# Gudrun Schäpers
Gudrun Schäpers (* 21. Dezember 1967 in Gelsenkirchen) ist eine deutsche Juristin. Sie ist seit 2021 die Präsidentin des Oberlandesgerichtes Hamm.

## Leben
Schäpers studierte Rechtswissenschaften und begann im Jahr 1996 ihre Laufbahn im richterlichen Dienst des Landes Nordrhein-Westfalen. So wurde sie im Mai 2000 zur Richterin am Landgericht Essen ernannt und im Oktober 2003 an das Landgericht Dortmund versetzt. Nach ihrer Erprobung sowie ihrer Ernennung zur Richterin am Oberlandesgericht Hamm im April 2006 war sie ab Januar 2008 neben ihrer rechtsprechenden Tätigkeit in der Verwaltungsabteilung des Oberlandesgerichtes eingesetzt.
Im Februar 2010 wechselte sie in das Ministerium der Justiz des Landes Nordrhein-Westfalen und war dort zunächst als Leiterin des Haushaltsreferates tätig. Sie wurde im Oktober 2012 zur Leitenden Ministerialrätin und stellvertretenden Leiterin der Zentralabteilung des Ministeriums ernannt. Es folgte im April 2016 eine Ernennung zur Präsidentin des Landesjustizprüfungsamtes und gleichzeitig die Übernahme der Leitung der für die Aus- und Fortbildung sowie für die Juristenausbildung und Nachwuchsgewinnung zuständigen Abteilung. Ab September 2017 leitete sie als Ministerialdirigentin die Abteilung für Haushalt, Liegenschaften und Organisation der Gerichte und Staatsanwaltschaften im Justizministerium.
Am 5. Juli 2021 ernannte Justizminister Peter Biesenbach Schäpers zur Präsidentin des Oberlandesgerichtes Hamm. Sie trat damit die Nachfolge von Johannes Keders an, welcher bereits im August 2020 in den Ruhestand eingetreten war. Schäpers übernimmt beim Oberlandesgericht Hamm neben ihrem Präsidentenamt den Vorsitz in einem Zivilsenat.
Gudrun Schäpers ist verheiratet und wohnt in Wetter an der Ruhr.